# 42 Ісіда
42 Ісіда — астероїд головного поясу, відкритий 23 травня 1856 року.
Назва астероїда співзвучна з ім'ям дочки його першовідкривача Айзіс Поґсон.